# Stanislaw Genrichowitsch Neuhaus
Stanislaw Genrichowitsch Neuhaus (russisch Станислав Генрихович Нейгауз Stanislaw Genrichowitsch Neigaus; * 21. März 1927 in Moskau, Russische SFSR, Sowjetunion; † 24. Januar 1980 in Peredelkino bei Moskau, Sowjetunion) war ein sowjetischer Pianist.

## Leben und Wirken
Neuhaus war der zweite Sohn des deutschstämmigen russischen Pianisten und Professors am Moskauer Konservatorium Heinrich Neuhaus. Er studierte in dessen Klavierklasse bis 1953 und war ab 1957 einer seiner drei Assistenten (neben Lew Naumow und Jewgeni Malinin). Einige Studenten seines Vaters studierten nach dessen Tod 1964 bei Stanislaw Neuhaus weiter, so Radu Lupu. In den 1970er Jahren studierte Brigitte Engerer bei ihm. 1975 wurde er Professor am Moskauer Konservatorium. Neuhaus starb unerwartet 1980 im Alter von nur 52 Jahren.
Einspielungen existieren bei Melodija und Denon.
Er hatte drei Kinder:
- Marina Stanislawowna Neigaus (* 1952)
- Genrich Stanislawowitsch Neigaus (1961–2017), sowjetischer und israelischer Pianist und Publizist
- Stanislaw Bunin (* 1966), sowjetischer und japanischer Pianist und Pädagoge

## Auswahldiscographie
- The last recital 18. Januar 1980 und Auszüge eines Recitals von 1976: Prokofiew: 8. Sonate; Chopin: u. a. 4 Balladen, 3. Klaviersonate; Klavierwerke von Rachmaninow und Skrjabin; 2 CD Denon Japan
- Studioaufnahmen Schubert, Chopin, Skrjabin, Rachmaninow, Mozart; Denon Japan
- Chopin Recital 1971 (inkl. 2. Klaviersonate, Balladen 2–4), Denon Japan